# Do You Wanna Dance?
"Do You Wanna Dance?" é uma canção escrita por Bobby Freeman (como "Do You Want to Dance?") e gravada por ele em 1958. A canção alcançou a posição número 5 nas paradas de sucesso e passou duas semanas no número 2 na parada R&B chart.  A versão original também se tornou um sucesso na Austrália em 1958, atingindo o número 4 em Nova Gales do Sul.
A canção inicialmente se tornou um sucesso na Inglaterra e na Europa como um Lado B gravado por Cliff Richard & the Shadows em 1961. Tornou-se um sucesso novamente nos Estados Unidos quando lançada pelos Beach Boys em 1965, e em uma versão gravada por Bette Midler em 1972. Os Ramones também regravaram a canção em Rocket to Russia e It's Alive.

## Versão dos Beach Boys
"Do You Wanna Dance?" foi um single lançado pelos Beach Boys em 1965 através da Capitol Records. Alcançou a posição número 12 na Billboard Hot 100 e foi a mais bem colocada canção dos Beach Boys nas paradas musicais com Dennis Wilson nos vocais.[carece de fontes?]

### Músicos
The Beach Boys
- Al Jardine - backing vocals
- Mike Love - backing vocals
- Brian Wilson - piano, backing vocals
- Carl Wilson - guitarras, backing vocals
- Dennis Wilson - vocal principal

Músicos adicionais
- Hal Blaine - bateria , bloco sonoro
- Steve Douglas - saxofone tenor
- Plas Johnson - saxofone tenor
- Larry Knechtel - baixo
- Jay Migliori - saxofone barítono
- Bill Pitman - guitarra
- Leon Russell - órgão
- Billy Strange - bandolim
- Tommy Tedesco - bandolim
- Julius Wechter - tímpano, pandeireta